# Josep Maria Barcelona
Josep Maria Barcelona   (Sabadell - 1719) fou músic caputxí català.
S'educà al Monestir de Montserrat, i professà en el convent de caputxins, escrivint sobre matèries tant diferents entre que se'l pot considerar com un autor verdaderament polígraf.
Va compondre la música d'un Ofici de vespres de la Verge i va escriure les gramàtiques llatina, grega, hebrea, caldea, àrab i siríaca; Speculum latinitatis cum regulis elegantiae, In artem poeticam, In libros Macabeorum, Cursum Philosophicae, In jus pontificium, In Jus caesareum, De Medicina, Círugia, Quimica y Farmàcia, De Arithmetica Algebra et Musica speculativa, etc., no sent comprovat que fossin originals seves aquestes obres i altres que se li atribueixen.